# Bosea cypria
Bosea cypria là loài thực vật có hoa thuộc họ Dền. Loài này được Boiss. ex Hook.f. mô tả khoa học đầu tiên năm 1885.